# Zombrus rufus
Zombrus rufus är en stekelart som först beskrevs av Cameron 1905.  Zombrus rufus ingår i släktet Zombrus och familjen bracksteklar. Inga underarter finns listade i Catalogue of Life.